# Indiase muziek

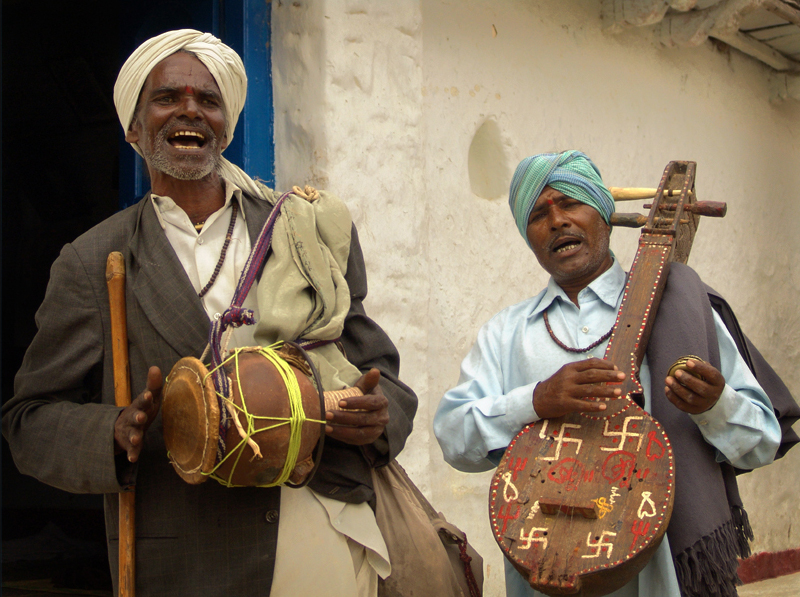
Indiase dorpsmuzikanten

De muziek van India kan men verdelen in drie hoofdvormen: klassieke muziek, popmuziek en volksmuziek. De klassieke muziek kent twee tradities, namelijk de Hindoestaanse muziek en de Carnatische muziek. De popmuziek bestaat voornamelijk uit de Indiase filmmuziek, terwijl Indiase volksmuziek veel regionale genres kent.

## Klassieke muziek
De Carnatische muziek is de traditie die hoort bij het zuidelijke deel van India, de Hindoestaanse muziek bij het noordelijke deel, Pakistan en Bangladesh. Beide tradities grijpen terug op een vedische origine. Het grote verschil is dat de Hindoestaanse muziek sinds de Mongoolse overheersing (13e eeuw na Christus) veel invloed heeft ondergaan van de Perzische en Arabische muziek.

## Popmuziek
Ook al komen de laatste jaren wat meer onafhankelijke rockbands op, de popmuziek in India is eigenlijk altijd gedomineerd door de Indiase filmmuziek uit de Bollywood-studio's. Indiase films  zijn meestal musicals en de liedjes uit die films bezetten het grootste deel van de hitlijsten. Aanvankelijk was de muziek vooral gebaseerd op Indiase volksmuziek, later kwamen daar steeds vaker westerse invloeden in. Momenteel is A.R. Rahman de meest toonaangevende filmmuziekcomponist.

## Volksmuziek
India kent veel regionale vormen van volksmuziek. Een belangrijk etnomusicoloog van de folklore, muziekinstrumenten en zang van de deelstaat Rajasthan is Komal Kothari geweest.
Ook al is er veel volksmuziek terug te vinden in de Bollywood-muziek, de echte volksmuziek is toch wat naar de achtergrond gedrongen.
Bekende genres zijn bhangra, een opzwepende dansvorm uit de Punjab. Qawwali, de devotionele liederen van de soefi's uit Pakistan en de daaraan grenzende Indiase deelstaten.